# Аврора (Дисней)
Принцесса Аврора (англ. Princess Aurora) — титульный персонаж полнометражного мультипликационного фильма 1959 года «Спящая красавица», снятого студией «Walt Disney Productions» по мотивам одноимённой сказки французского писателя и поэта Шарля Перро, а также одна из главных героинь игрового фильма 2014 года «Малефисента», также снятого студией Disney. В первом мультфильме Аврора была озвучена американской актрисой и певицей Мэри Костой. Позднее её озвучивали актрисы Эрин Торпей (Волшебные истории принцесс Диснея: Следуй за мечтой), Дженнифер Хейл (Мышиный дом, Kingdom Hearts и т. д) и Кейт Хиггинс (София Прекрасная, 2013 — настоящее время). В фильме «Малефисента» роль Авроры была исполнена американской актрисой Эль Фэннинг.
Созданная Уолтом Диснеем принцесса Аврора была анимирована Марком Дэвисом. Как показано в мультфильме «Спящая красавица», Аврора — принцесса вымышленного королевства и единственная дочь короля Стефана и королевы Лии, при рождении проклятая злой феей Малефисентой, которая предсказала Авроре в день её шестнадцатилетия уколоть палец о веретено и умереть. Но заклятье злодейки было смягчено одной из трёх добрых фей, Мэривезой: Аврора не умрёт, а заснёт на сотню лет. Впоследствии, Аврора все шестнадцать лет своей жизни проживает в лесном домике под контролем трёх фей, прячущих её от Малефисенты и её заклятья, не подозревая о своём происхождении и мечтая найти свою истинную любовь .
Аврора также является третьей официальной принцессой Диснея и третьей из них по старшинству (вместе с Жасмин и Ариэль) — ей 16 лет.

## Создание персонажа

### Дизайн

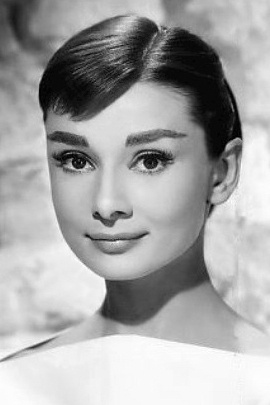
Черты актрисы Одри Хепбёрн легли в основу начального образа Авроры

Ведущим аниматором для принцессы Авроры выступил Марк Дэвис. Оригинальный дизайн героини был создан и разработан стилистом Томом Оребом, который основывал её позы на элегантности и стройности актрисы Одри Хепбёрн. Работавший вместе с Оребом Марк Дэвис позднее слегка проработал эскизы, созданные Оребом, доработав внешность и одежду Авроры так, чтобы они сочетались с угловатыми формами фоновых изображений.
Сам Уолт Дисней хотел, чтобы аниматоры стремились сделать персонажей в «Спящей красавице» «настолько естественными, насколько это возможно, во плоти и крови». Поэтому были наняты актёры, которых использовали в качестве опор для аниматоров при анимации персонажей. Живой моделью Авроры стала танцовщица и актриса Хелен Стэнли, которая уже работала на этой «должности», исполняя роль Золушки в одноимённом мультфильме 1950 года.

Дисней заявлял, что все сцены с участием человеческих персонажей должны быть сначала исполнены живыми актёрами, чтобы определить, как они будут смотреться, до того как начинать дорогой процесс анимации. Аниматорам не нравился этот способ работы, они чувствовали, что это отвлекает их от создания персонажей. […] [Аниматоры] поняли необходимость такого подхода и позже признали, что Дисней справился с ситуацией с большой тонкостью.Оригинальный текст (англ.)Disney insisted that all scenes involving human characters should be shot first in live-action to determine that they would work before the expensive business of animation was permitted to start. The animators did not like this way of working, feeling it detracted from their ability to create character. [...] [The animators] understood the necessity for this approach and in retrospect acknowledged that Disney had handled things with considerable subtlety.
— Кристофер Финч, историк кино и анимации.

### Озвучивание
Пробы на роль Авроры длились на протяжении трёх лет, из-за чего проект мог быть в скором времени отложен. Однако, вскоре на роль героини была выбрана оперная певица и актриса Мэри Коста. Однажды агент Косты попросил её познакомиться со своим знакомым режиссёром Фрэнком Ташлином (который впоследствии стал её мужем). Актриса согласилась и вскоре встретилась с режиссёром, а две недели спустя после их знакомства Ташлин пригласил Мэри Косту на званный ужин. Там молодая певица познакомилась с композитором Уолтером Шуманном, который предложил ей пройти прослушивание на роль принцессы Авроры для «Спящей красавицы».

Уолт Дисней позвонил мне и сказал: «У вас такой тёплый голос, который так и дышит любовью. К тому же вы чудесно поёте, ваш певческий голос — будто продолжение обычного. Пожалуйста, передайте все оттенки и всё, что вы знаете о Спящей красавице, голосом, вы должны рисовать голосом».— актриса Мэри Коста
Сама актриса лично не встречала Уолта Диснея, поскольку он боялся повлиять на её индивидуальность. Увидеться с ним Мэри Косте удалось только через три года после выпуска мультфильма.
С озвучиванием Авроры у певицы также начались проблемы: поскольку Мэри Коста была родом с юга, она разговаривала с соответствующим акцентом, а ей приходилось говорить почти по-британски, поэтому от южного акцента нужно было избавляться.
В русском дубляже мультфильма Аврора была озвучена актрисой и солисткой Большого театра Кариной Сербиной.

## Появления

### Спящая красавица
Аврора родилась в семье короля Стефана и королевы Лии, но при рождении она стала жертвой заклятия злой ведьмы Малефисенты: в день своего 16-летия она умрёт, уколов палец о веретено прялки. Однако фея Мэривеза сумела изменить заклятие колдуньи: принцесса не умрёт, а уснёт, и разбудит её поцелуй истинной любви. Чтобы лучше уберечь Аврору от козней Малефисенты, феи превращаются в крестьянок и забирают её из дворца.
Проходит 16 лет. Аврора живёт вместе с тремя добрыми феями под псевдонимом «Дикая Роза» (англ. Briar Rose). В день её 16-летия «тётушки» посылают девушку в лес за ягодами, а сами готовятся к празднику. В лесу Дикая Роза (она же Аврора) встречает прекрасного юношу, в которого влюбляется с первого взгляда, не догадываясь, что это принц Филлип, с которым она помолвлена с самого рождения. Они договариваются встретиться в хижине дровосека тем же вечером.
Возвратившись домой, девушка узнаёт, что она принцесса и единственная дочь короля Стефана, и теперь не сможет увидеть своего возлюбленного. Тем же вечером они с Флорой, Фауной и Мэривезой тайком возвращаются во дворец. Однако об этом узнаёт Малефисента и пробирается туда же. Она гипнотизирует принцессу и, заманив её в старую каморку, превращается в прялку, заставляя Аврору коснуться веретена. Феи находят последнюю и относят её в самую высокую башню замка.
Затем они усыпляют весь замок и одновременно узнают, что принц Филлип и возлюбленный Розы — один и тот же человек. Они возвращаются в хижину, но там обнаруживают, что принца схватила Малефисента. Они пробираются в её убежище на Запретной горе и освобождают Филлипа, даря ему волшебные меч Истины и щит Добродетели, которыми он побеждает Малефисенту, превратившуюся в дракона. Затем он целует Аврору, и она просыпается от заколдованного сна.

### Волшебные истории принцесс Диснея: Следуй за мечтой
В этом мультфильме Аврора появляется в первой истории «Ключи от королевства». Короли Стефан и Хьюберт, королева Лия и принц Филлип уехали на два дня, оставив Аврору управлять королевством. Флора, Фауна и Мэривеза предлагают ей свою помощь, но принцесса отказывается, считая что сама справится. Однако Мэривеза на всякий случай отдаёт ей свою палочку, предупреждая быть с ней осторожней. Весь день Аврора руководит работой слуг, организацией банкетов и решением проблем крестьян. Тем же вечером перед сном девушка решает при помощи магии сделать себе бальное платье. На следующий день она решает, что слишком много сил уходит на работу по королевству, и решает воспользоваться волшебной палочкой, чтобы помочь фермеру. Но неопытность Авроры в магии приводит к забавным последствиям: появлению гигантских кур, зелёных свиней и превращению фермера в утку. Увидев, что решение использовать волшебную палочку было ошибкой, Аврора понимает, что нужно сделать, чтобы самой решить все свои проблемы. В этом мультфильме её озвучивает Эрин Торпей.

### Мышиный дом
Аврора появляется в мультсериале «Мышиный дом» как приглашённая гостья. Здесь она играет второстепенную и незначительную роль. Озвучивает её Дженнифер Хейл.

### Однажды в сказке

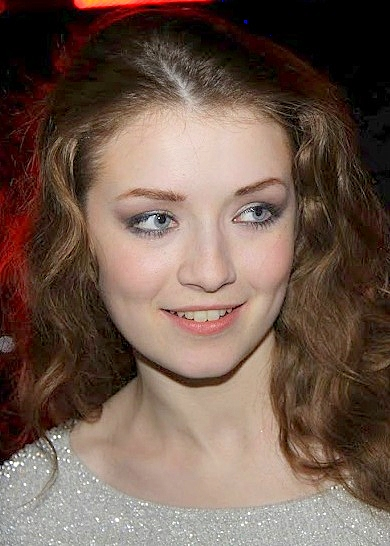
Сара Болджер, исполнительница роли Авроры в американском сериале «Однажды в сказке»

В американском сериале «Однажды в сказке» Аврора появляется в качестве второстепенного персонажа. В сериале её играет актриса Сара Болджер.

### София Прекрасная
Аврора появляется в качестве приглашённого персонажа в мультсериале «София Прекрасная».

### Малефисента

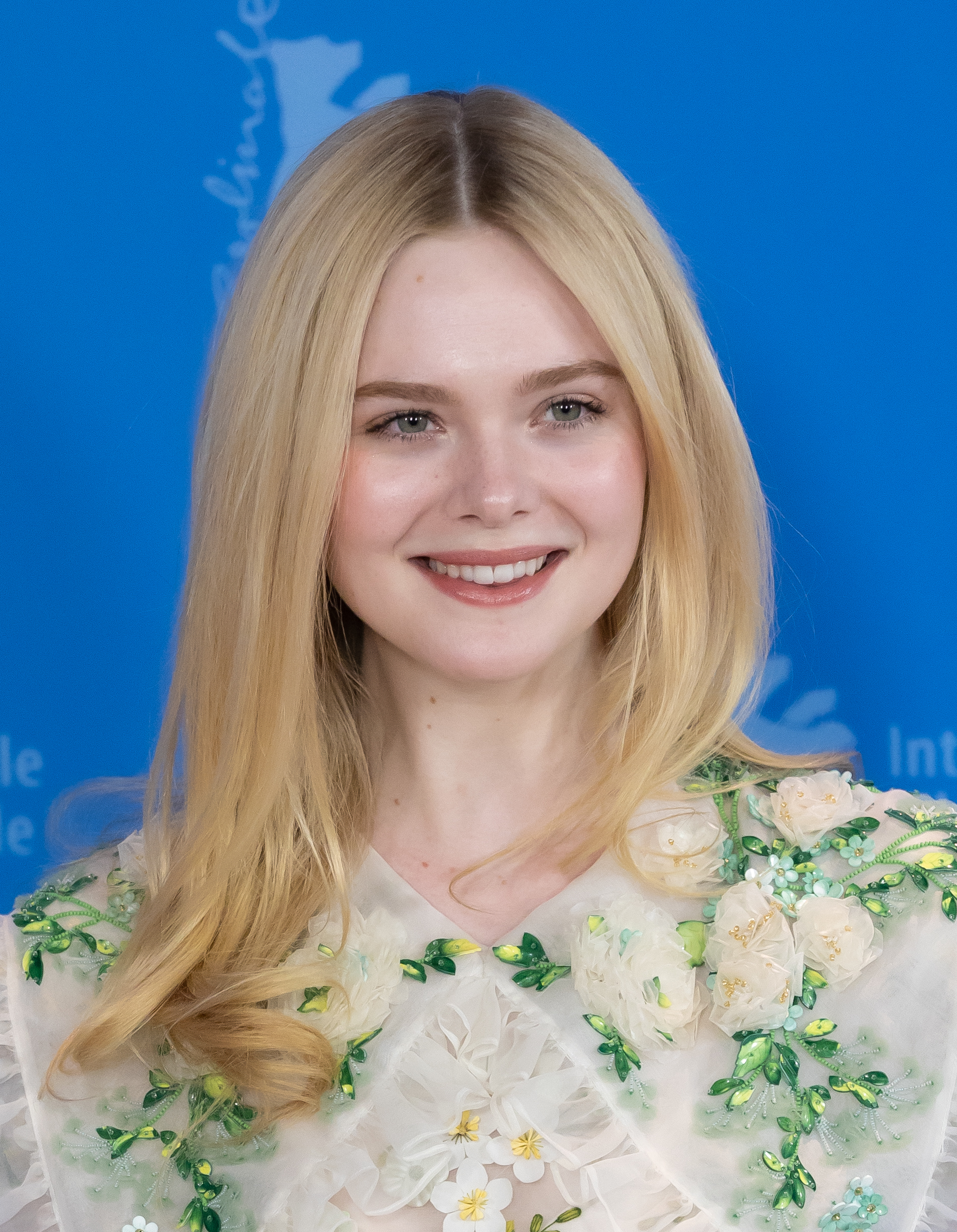
Эль Фэннинг, исполнительница роли Авроры в фильмах «Малефисента» и «Малефисента: Владычица тьмы»

В фильме «Малефисента» Аврора является как одной из протагонисток фильма (роль исполнила Эль Фэннинг), так и рассказчицей (озвучила Джанет Мактир): именно от её лица повествуется сюжет данного фильма. Свой рассказ принцесса (будучи уже в пожилом возрасте) начинает с предыстории Малефисенты о том, как она жила на Болотах, как познакомилась со Стефаном, будущим отцом Авроры, но в итоге из-за того, что тот отрезал ей крылья ради становления королём, решает отомстить ему, наложив в день крестин на принцессу заклятие. Позже, узнав, что король спрятал свою дочь в лесу, отдав на попечение трём феям, Малефисента начинает приглядывать за маленькой Авророй, несмотря на неприязнь к ней.
Когда Авроре исполняется пятнадцать лет, девушка впервые знакомится с Малефисентой, и та показывает ей Болота и их обитателей. Со временем, Малефисента начинает привязываться к любознательной и дружелюбной девушке и решает снять с неё заклятье, но у неё не получается это сделать, поскольку ранее она заявила о том, что её заклятье нерушимо и вечно, и никому не дано его снять. Незадолго до своего 16-го дня рождения Аврора знакомится с принцем Филиппом, случайно оказавшимся на Болотах по пути в замок.
Желая спасти девушку от собственного заклятья, Малефисента предлагает ей поселиться на Болотах, и та соглашается. Она сообщает об этом феям, но узнав от них, кто она на самом деле и что Малефисента заколдовала её, в тот же день возвращается в замок. Фея решает помочь девушке и отправляется за ней, взяв с собой Филиппа, но не успевает: Аврора укалывает палец о волшебное веретено, и проклятье сбывается. Тайком пробравшись во дворец, Малефисента отводит Филиппа в покои Авроры, и тот целует её, но принцесса не просыпается. Решив, что всё потеряно, Малефисента раскаивается в своём поступке перед спящей Авророй, и затем целует её в лоб. Девушка неожиданно просыпается.
Вместе фея и принцесса пытаются незаметно покинуть замок, однако Малефисента неожиданно попадает в ловушку, устроенную королём и его солдатами. Тем временем Аврора случайно находит стеклянную витрину, в которой висели крылья Малефисенты, и освобождает их. Крылья тут же находят свою хозяйку, и Малефисента вступает в битву со Стефаном, в ходе которой тот погибает. Вернувшись на Болота, Малефисента провозглашает Аврору новой королевой волшебного и человеческого королевств, зная, что девушка сможет достойно ими править. В это время к ним приходит Филипп, и счастливые юноша и девушка окончательно влюбляются друг в друга.

### Малефисента: Владычица тьмы
Во второй части фильма «Малефисента: Владычица тьмы» события происходят спустя 5 лет после событий в первом фильме. Аврора правит объединённым королевством фей и людей. Принц Филипп  предлагает руку и сердце Авроре, просит её выйти за него замуж. Девушка соглашается, ведь от этого союза должен ещё больше укрепиться союз между Волшебным народом и людьми. Диаваль, верный слуга Малефисенты, слышит разговор влюблённых и передаёт эти новости своей госпоже. Она выступает против этого союза, так как для неё любовные истории всегда заканчиваются плохо. Аврора пытается убедить Малефисенту, что она не права.
Малефисента с Авророй приглашены на ужин с Филиппом и его родителями: королём Джоном и королевой Ингрид. Под руководством Диаваля фея проходит краткий курс светской этики; её рога покрывают женским головным убором наподобие апостольника, что делает её похожей на настоятельницу монастыря (позже Аврора призналась: это было плохой идеей). Малефисента приходит как названая мать Авроры. У неё дурное предчувствие насчёт реальных намерений матери принца Филиппа, королевы Ингрид.
Королева Ингрид ранит короля Джона магической иглой от прялки и он засыпает. Аврора не верит в обвинения против Малефисенты. После того как она покидает замок, её ранит картечью Герда-стрелок и служанка Ингрид и та падает в океан, но её спасает таинственное существо. Малефисента оказывается в царстве Тёмных эльфов и узнает о своём происхождении.
Тем временем в Ульстеде готовятся к свадьбе Филиппа и Авроры. На неё также приглашены некоторые сказочные существа из Топких Болот. Однако в день свадьбы Аврора обнаруживает, что Ингрид из-за своей глубокой ненависти к ним тайно замышляет их всех уничтожить. Она куёт железное оружие и изобретает малиновый порошок, который может мгновенно их убить. Также выясняется, что именно Ингрид незаметно уколола Джона старым веретеном Малефисенты, после чего он уснул.
Когда волшебный народ собирается в часовне замка на церемонию бракосочетания, они попадают в ловушку, и Герда, играя на органе, начинает убивать их алым порошком. Однако фея Флиттл собирается совершить героический поступок, чтобы всех спасти. Феи Нотграсс и Фислвит отговаривают её, но она всё равно самоотверженно приносит себя в жертву и спасает болотных жителей от гибели, превратившись в цветок. Аврора в это время пытается открыть двери в часовню, но ничего не выходит. На помощь ей приходит Диаваль, но стража хватает обоих. Вдруг в облаках вспыхивают зелёные вспышки, и Диаваль превращается в медведя. Он помогает Авроре открыть двери, и все волшебные существа выбегают из здания часовни. Девушка понимает, что Малефисента вернулась.
Во время атаки на замок эльфы несут большие потери от солдат, которые обороняют замок, убивая их снарядами с волшебным порошком. Малефисенте почти удаётся прикончить Ингрид, но её останавливает Аврора, которая взывает к её доброму сердцу, называя её своей матерью. Однако Ингрид решительно пускает из арбалета железную стрелу с малиновым порошком, и Малефисента спасает Аврору, закрыв её своей спиной, но сама погибает, рассыпаясь на мелкие кусочки и превращаясь в пепел. Аврора горько плачет над ней, и фея от её слёз возрождается в виде птицы Феникс. Тогда королева Ингрид, воспользовавшись мгновением, пока Малефисента и Аврора смотрят друг на друга, толкает последнюю с башни. Малефисента в виде Феникса устремляется вниз за Авророй, в последний момент хватает её и вместе с ней кубарем падает на землю. Солдаты Ингрид отступают, а сама королева пытается сбежать, но её останавливают тёмные эльфы во главе с Боррой.
На поле брани Филипп, узнавший от Авроры о коварстве матери и подоспевший на помощь, объявляет о прекращении войны, а Аврора — о своём желании продолжить прерванную битвой свадебную церемонию. Малефисента возвращается к своей человекоподобной форме, снимает заклятье с короля и благословляет Аврору и Филиппа на брак. Высокопоставленный священнослужитель, облачённый в католические одежды (митру и прочее), благословляет этот союз. Королеву Ингрид Малефисента превращает в козу, намекая на то зло, которое она проделала с самой Малефисентой — превратив её в козла отпущения. Филипп заключает мирный договор с феями и лесными жителями от имени людей. Аврора и Филипп становятся супругами, Малефисента прощается с ними.

### Телевидение
Аврора появляется в качестве одного из персонажей в специальном телевыпуске под названием «DTV Valentine», выпущенном на американском канале Disney в 1986 году. Озвучивает её Мэри Коста (архивные записи).

### Kingdom Hearts и другие видеоигры
Аврора (яп. オーロラ, Aurora) также появляется в серии игр Kingdom Hearts. В первой игре серии она появляется как одна из захваченных Малефисентой Принцесс Сердец. Позднее она появляется в игре Kingdom Hearts Birth by Sleep во вселенной под названием «Зачарованное королевство». В японской версии игры её озвучивает сэйю Маюми Судзуки, в американской версии — Дженнифер Хейл.
Аврора также появляется в качестве героини во многих видеоиграх студии Disney, таких как: Disney Princess: Royal Adventure, Disney Princess: Magical Jewels, Kinect Disneyland Adventures, Epic Mickey: Power of Illusion, и в других.

## Признание торговой маркой
Компания Walt Disney подала 13 марта 2007 года заявку в Бюро по регистрации патентов и торговых марок о признании имени «Принцесса Аврора» торговой маркой, которая будет охватывать игровое и анимационное кино, телевидение, радио, эстрадные номера, компьютерные программы, интернет, новости, развлечения и фотографии. Исключение составят художественные литературные произведения и публицистика.
Это вызвало споры, поскольку «Принцесса Аврора» — имя главной героини в балете «Спящая красавица», откуда Дисней взял его и часть музыки для своих анимационных фильмов. Этот балет продолжает исполняться на сцене и демонстрироваться на телевидении, а видеозаписи выступлений продаются на DVD.

## Восприятие критиками
Начиная с её первого появления в 1959 году, Аврора получила разнообразные отзывы, как хорошие, так и плохие. Журнал Variety похвалил актрису Мэри Косту за «очень богатое и выразительное» вокальное исполнение персонажа, что придаёт силы её характеру. Роб Бёрч, редактор новостного сайта «Hollywood News» нашёл Аврору «наивной но гармоничной» героиней. Босли Краузер из газеты The New York Times, дал несколько смешанный отзыв, написав, что «Аврора слишком похожа на Белоснежку» и то, «что они могли быть как две мисс Рейнголдс, разделённых на три, четыре года».
Журнал Time Out дал довольно отрицательный отзыв об Авроре, описывая её «блёклой и скучной принцессой». Журналист «Entertainment Weekly» Стив Дэли охарактеризовал Аврору «не такой смешной, как три суетливые старые феи». Однако, несмотря на большое количество негативных обзоров, Аврора является второй самой популярной героиней в маркетинговой франшизе принцесс Дисней, перед Белль (Красавица и Чудовище) и за Золушкой (Золушка).
Также, за озвучку Авроры, Мэри Коста в 1999 году получила награду Disney Legends.

## Центры развлечений «Дисней»
Замок Спящей красавицы является одним из главных аттракционов парка развлечений Диснейленд в Калифорнии и символом всего Диснейленда. Основан замок в 1955 году. Аналогичные замки существуют в Диснейлендах Парижа и Гонконга.
Осенью 2012 года Аврора вместе с остальными принцессами стала героиней аттракциона Princess Fairytale Hall в парке, в «Волшебном королевстве», которым заменили аттракцион Snow White’s Scary Adventures, закрытого 31 мая 2012 года.

Замок Спящей красавицы в калифорнийском Диснейленде в 2005 году.
Замок в гонконгском Диснейленде.
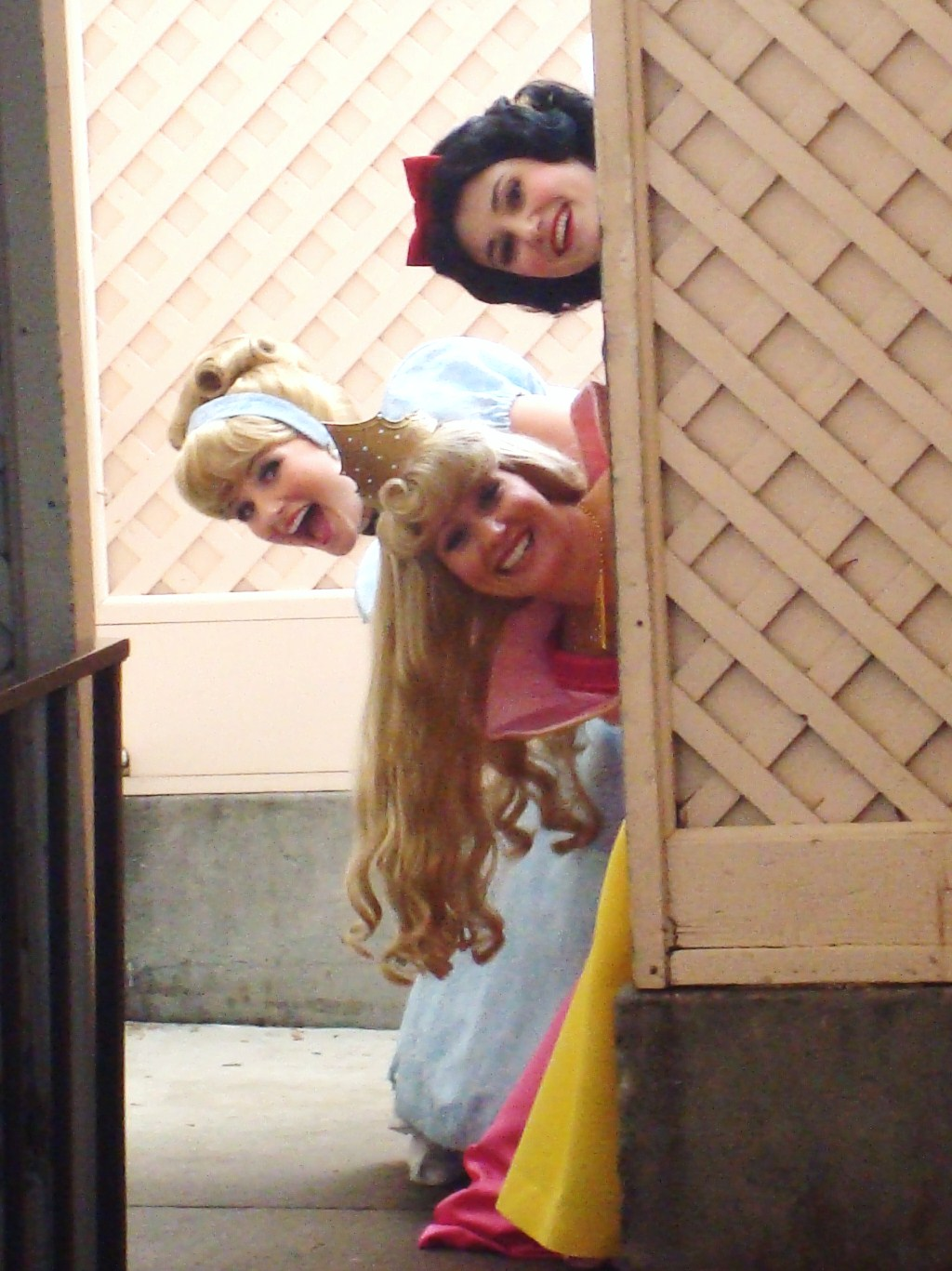
Сверху вниз: Белоснежка, Золушка и Аврора в парке развлечений Диснейленд в исполнении актрис.